# 蔣時行
蔣時行，廣西全州人。明朝政治人物。
嘉靖十六年（1537年）廣西鄉試第一名舉人，歷官河南開封府陳留縣知縣，升湖廣桂陽州知州，補延平府同知。